# Salvatore Allegra
Salvatore Allegra (Palerm, 13 de juliol de 1898 — Florència, 9 de desembre de 1993), va ser un compositor italià. Va compondre diverses operetes durant la dècada de 1920, com ara, Il gatto in cantina (1930), i també algunes òperes, com el drama verista Ave Maria, que va ser estrenada a La Scala de Milà el 1934, seguida de I Viandanti (1936), Il Medico suo malgrado (1938) i Romulus (1952). Va completar i editar algunes de les últimes obres del compositor Ruggero Leoncavallo, com ara, l'òpera en un acte Edipo Re (1920) i l'opereta Le maschere nude (1925).
A més, va compondre partitures musicals per a pel·lícules, com per exemple, Amori e veleni (1950) amb Amedeo Nazzari i dirigida per Giorgio Simonelli. Altres pel·lícules en les quals va participar com a compositor són: Lohengrin (1936), Marcella (1937), Abandonment (1940), The Actor Who Disappeared (1941), A Little Wife (1943), Love and Poison (1950), Nobody's Children (1951), Who is Without Sin (1952), Lieutenant Giorgio (1952) i Final Pardon (1952), entre d'altres.